# Cimetière militaire belge de Halen
Le cimetière militaire belge de Halen est un cimetière militaire situé Liniestraat dans la ville belge de Halen.

## Caractéristiques
Dans ce cimetière d’une superficie de 55 ares, reposent les corps de 181 soldats belges tombés lors de la bataille des casques d'argent qui eut lieu à proximité le 12 août 1914. Derrière le cimetière se trouve un monument à la mémoire des victimes.

## Sources
- (nl) Adjudant-major Rudy Laforce, Verbroedering van de Genie van het Cavaleriekorps en de Gepantserde Genie, no 129, 53e année, 2e trimestre 2004.

- (nl) Cet article est partiellement ou en totalité issu de l’article de Wikipédia en néerlandais intitulé « Belgische militaire begraafplaats van Halen » (voir la liste des auteurs).